# Giorgio Vacchi
Giorgio Vacchi (Bologna, 2 maggio 1932 – Bologna, 24 gennaio 2008) è stato un direttore di coro ed etnomusicologo italiano.

## Biografia
Dopo gli studi accademici al Conservatorio di Parma Vacchi inizia giovanissimo la propria attività di direttore di coro e parallelamente di etnomusicologo, egli infatti inizia, proprio nei primi anni '50, un lungo e approfondito lavoro di ricerca e raccolta di materiale musicale di tradizione orale proveniente da tutta l'area emiliano romagnola.
Tale meticoloso lavoro di ricerca lo accompagnerà per tutta la vita, è grazie al suo lavoro, e al lavoro dei suoi collaboratori, che nasce a Bologna l'archivio del Centro Culturale Stelutis (CCS).
Parallelamente all'attività di direttore ed etnomusicologo Vacchi dedicherà attenzione alla diffusione del canto popolare in ambito corale con numerose elaborazioni e armonizzazioni per coro misto e maschile a cappella, gran parte della sua produzione entrerà a far parte del repertorio del Coro Stelutis da lui fondato e diretto per moltissimi anni alla guida del quale si è esibito in importanti teatri italiani: al Filarmonico di Verona, al S. Babila di Milano, al Teatro Regio di Parma, al Teatro Comunale di Bologna, alla Haus der Cultur di Bolzano, al Teatro Bonci di Cesena e al Rossini di Pesaro, numerose anche le tournée in Italia e all'Estero.
Sarà, negli anni '60 uno dei fondatori, dell'AERCO, l'associazione dei cori Emiliano Romagnoli di cui sarà presidente per 12 anni e membro della Feniarco.
Dalle esecuzioni corali e dalle numerose incisioni sotto la sua direzione, emerge l'accurata ricerca di una vocalità corale molto spontanea e un'attenta analisi della prassi esecutiva popolare.

## Le tappe della sua attività artistica

### Alcune pubblicazioni
- 1978 Editore Zanibon di Padova "Venti armonizzazioni su temi popolari" a cura di Giorgio Vacchi
- 1997 Editore Calderini di Bologna  "Canti emiliani (e non)"
- 2021 Edizioni Pendragon di Bologna "Composizioni per coro misto e femminile" - Vacchi Giorgio, a cura di Silvia Vacchi.
- 2021 Edizioni Pendragon di Bologna "Composizioni per coro maschile" - Vacchi Giorgio, a cura di Silvia Vacchi.

### Discografia
- Canti della montagna - Leonsolco Milano LP 45 Master Linguaphone (1966)
- Nella vita di un uomo c'è sempre una canzone - EMI Odeon LP 33 - 3C 54 17945 Master Antoniano BO (1973)
- Nella vita di un uomo c'è sempre una canzone - Emi Odeon Cassette - 3C 54 17945 Master Antoniano BO (1973)
- Canti della nostra terra - Emi Odeon LP 33 - 3C 54 18089 Registrazione Gianni Malatesta (1976)
- Canti della nostra terra - EMI Odeon Cassette - 3C 244 18089 - Registrazione Gianni Malatesta (1976)
- Semplicemente cantando - EMI Odeon LP 33 - 3C 064 18314 Registrazione Gianni Malatesta (1979)
- Voci... come un alito di vento - Carisbo LP 33 - Stel 813 Registrazione Gianni Malatesta (1980)
- Cantare, perché? - Stelutis 2801 LP 33 Registrazione Gianni Malatesta (1983)
- Stelutislive - Stelutis ENTA 4806 Cassette Registrazione Gianni Malatesta (1984)
- Per amore o per forza - Carisbo Stel 9801 Cassette Registrazione Gianni Malatesta (1989)
- I Signori a la cariola - Stelutis Stel 19901 LP 33 Registrazione Gianni Malatesta (1990)
- I Signori a la cariola - Stelutis PSS Record 91/1003 Cassette Registrazione Gianni Malatesta (1991)
- Canti emiliani - Stelutis Stel 99601.2 CD Registrazione Gianni Malatesta (1996)
- Canti emiliani - Stelutis Stel MC 99601.3 Cassette Registr. Registrazione Gianni Malatesta (1996)
- Ci vuol pazienza - Stelutis Stel 2001 CD Registrazione Gianni Malatesta (2002)
- O Santa Madre - Stelutis CD Registrazione Nando Focacci (2005)

### Altre collaborazioni in veste di arrangiatore e direttore
- D'amore di morte e di altre sciocchezze di Francesco Guccini (1996)
- Due anni dopo di Francesco Guccini (1970)
- Il silenzio dell'allodola Colonna sonora del film diretto dal regista David Ballerini (2005)

### Riconoscimenti
- Il Castello d'oro a Castelfranco Veneto,
- Il Rigo musicale d'oro ad Adria,
- Premio Fontanesi a Toano,
- Premio Benemeriti della coralità a Ponte dell'Olio,
- Premio La Bollente ad Acqui Terme.